# روث استون‌هاوس
روث استون‌هاوس (انگلیسی: Ruth Stonehouse; ۲۸ سپتامبر ۱۸۹۲ – ۱۲ مهٔ ۱۹۴۱) یک هنرپیشه و کارگردان دوران صامت اهل ایالات متحده آمریکا بود.